# Jerzy Krasówka
Jerzy Wilibald Krasówka (ur. 17 sierpnia 1924 w Gliwicach, zm. 11 kwietnia 2001 w Wetzlarze) – polski piłkarz grający na pozycji napastnika, olimpijczyk, trener. Długoletni zawodnik Szombierek Bytom.

## Kariera
Urodził się i dorastał na Górnym Śląsku, po niemieckiej stronie granicy. W 1944 r. jako Ślązak został przymusowo wcielony do Wehrmachtu. Po wojnie został zawodnikiem Szombierek, gdzie – z krótką przerwą na występy w Górniku Radlin – grał do 1956. Był pierwszym piłkarzem tego klubu, który zagrał w reprezentacji Polski.
Zadebiutował w niej 8 maja 1949 w meczu z Rumunią, ostatni raz zagrał w 1953. Brał udział w igrzyskach olimpijskich w Helsinkach. Łącznie w biało-czerwonych barwach rozegrał 5 oficjalnych spotkań.